# Alexis Gaudin
Alexis Pierre Ignace Gaudin  (Saintes (Charente-Maritime), 28 november 1816 - Saint-Ouen-sur-Seine, 8 april 1894) was een Franse fotograaf. Hij was een jongere broer van de scheikundige Marc Antoine Auguste Gaudin.
Gaudin werd door zijn broer geïnspireerd zich met de opkomende fotografie bezig te houden. Hij begon in 1843 een daguerreotypie-atelier in Parijs. Hij verwierf in 1851 het eerste aan fotografie gewijde tijdschrift, La Lumière, alhoewel hij de redactie overliet aan Ernest Lacan. De firma van Gaudin werd in de jaren 1850 een belangrijk centrum voor de verkoop van foto's, fotoapparatuur en fotografische producten, het tijdschrift werd gebruikt als reclameplatform. In 1860 verliet Lacan het tijdschrift en de gebroeders Gaudin bleven het zelfstandig uitgeven. In 1864 stopte Gaudin om onbekende redenen met alle commerciële activiteit en verkocht hij het bedrijf aan zijn broer Charles.

## Fotografie
Gaudins specialiteit was de stereoscopie. Hij heeft met zijn apparatuur meerdere landen bereisd, waaronder Zwitserland, Griekenland, Turkije en Egypte, en heeft over deze reizen fotoboeken uitgebracht. Ook bezocht hij Nederland.

### Werken over Gaudin
- (fr)  Dennis Pellerin. Gaudin frères. Pionniers de la photographie, 1839-1872. Chalons-sur-Saône: Société des amis du musée Nicéphore-Niépce, 1997.

### Fotoboeken
- (fr)  Voyage en Suisse (1859), Paris 9 rue de la Perle ; Londres 26, Skinner Street: [s.n.], 1859
- (fr)  Voyage en Egypte et Nubie, Grèce et Turquie, épreuves stéréoscopiques sur papier (1859), Paris [9 rue de la Perle] ; Londres [26, Skinner Street] : [s.n.], 1859

- Biblioteca Nacional de España: XX1538290
- Bibliothèque nationale de France: cb10310035j (data)
- International Standard Name Identifier: 0000 0000 3792 5251
- Library of Congress Control Number: n98071686
- RKD-Nederlands Instituut voor Kunstgeschiedenis: 393896
- Virtual International Authority File: 27053375